# オンディーヌ (戯曲)
『オンディーヌ』（Ondine）は、フランスの劇作家であるジャン・ジロドゥの戯曲。パリのアテネ劇場で1939年5月4日に初演。
フリードリヒ・フーケの小説『ウンディーネ』の筋書きを踏襲しつつ大幅なアレンジを加えた内容で、水の精霊オンディーヌと人間の騎士ハンスとの悲恋が描かれる。

## 主な登場人物
- オンディーヌ - 水の精。15歳の少女の姿をしている。
- 騎士ハンス - 王国の騎士。
- 水界の王[注 1] - 水の世界を統べる王。オンディーヌの叔父。第2幕では奇術師に扮している。
- オーギュスト - オンディーヌの養父。漁師。
- ユージェニー - オンディーヌの養母。オーギュストの妻。
- ベルタ - 後述の王の養女。
- ベルトラム[注 2] - 王宮の貴族。なお、第2幕に登場する詩人は場合によりベルトラムと同一人物と解釈されることがある。
- 侍従 - 王の侍従。
- 王 - 王国の王。
- 王妃イゾルデ - 王国の王妃。

## あらすじ

### 第1幕
物語は森の湖畔にある漁師小屋から始まる。ここには老夫婦のオーギュストとユージェニーがおり、養女であるオンディーヌの帰りを待っている。外は夜の暗闇の中で雷雨となっているが、オンディーヌは帰ってきそうにない。そうした中、突然小屋の扉が開き、騎士ハンスが現れる。彼は修業中の身で森を散策しており、王宮への帰還後に王の養女である婚約者のベルタと結婚することになっていた。食事でもてなそうとするユージェニーに対しハンスは鱒の茹で上げを頼む。束の間の会話をし料理が間もなくできあがるという時、再び扉が開きオンディーヌが帰宅する。
オンディーヌは戸口で立ち尽くしたままハンスを凝視して「美しい人」と呟き、そこから溺愛の言葉を次々と並べ立てる。ハンスはあっけにとられるが、オンディーヌは気に留めない。そこへユージェニーが料理を運んでくると、調理された鱒を見たオンディーヌは急に不機嫌になって鱒を外に投げ捨て、自身も小屋から出て行ってしまう。それから少ししてオンディーヌが戻ってくると再び求愛し始め、ハンスは徐々に魅了されていくが、オーギュストが会話の中でベルタがハンスの婚約者であることを告げるとオンディーヌはまたも機嫌を損ね、小屋を後にして姿を消す。
オーギュストとユージェニーは、実の娘が生後半年の時にさらわれ、その後に湖のほとりで見つけたオンディーヌを娘代わりに育てているという身の上をハンスに語る。すると、ハンスは二人に対してオンディーヌとの結婚を申し出る。驚いた二人はハンスが婚約者のいる身であることを繰り返し指摘し、さらにオンディーヌが水にまつわる超自然的な力を持っていることの危うさを伝えるが、ハンスは意に介さずに申し出を続け、オンディーヌの帰宅を待つ。
ここで場面は別空間に切り替わる。ハンスの前には水の精たちが立て続けに現れてハンスを誘惑しようとするが、オンディーヌがこれらを遮る。水の精たちが消えハンスとオンディーヌが互いの愛を確認するとハンスが眠りに落ち、続いて水界の王がオンディーヌの前に現れる。水界の王は、その男に裏切られることになると語り考えを改めるよう最後通告するが、オンディーヌは拒否する。これを受け、水界の王は契約成立だと告げる。

### 第2幕
ハンスはオンディーヌと三か月を共に過ごしたのちに二人で王宮へ帰還し、広間ではオンディーヌを花嫁として周知する儀式の準備が進められている。侍従は儀式に添える余興の案を周囲に求めていたが、その場にいた奇術師（水界の王）が求めに応じ、少し先の未来を示して見せる。それはハンスとベルタが久々に再会してぎくしゃくする場面やオンディーヌのことを話題にする場面で、王宮の人々は興味深く鑑賞する。その後、侍従はオンディーヌに対して儀式での礼儀作法を指南しようとするが、人間界の礼儀と世辞を理解できないオンディーヌとは話が噛み合わない。王宮の詩人と貴族のベルトラムはオンディーヌの姿勢に理解を示すものの、ハンスは苛立ちを見せる。
儀式の時を迎え人々が王の前に集まると、オンディーヌは王の傍にいるベルタを凝視し、敵意を剥き出しにして罵倒し始める。そして、オンディーヌを静めようと王が語り掛けると、今度は王の顔にあるイボについて直言する。公衆の面前で大恥をかかされたハンスはオンディーヌを何度も制止しようとするが、その興奮は収まらない。すると王妃イゾルデが仲裁に入り、オンディーヌと二人きりで話し合いを持つことになる。
イゾルデの問いかけに対し、オンディーヌは、自身が水の精であること、そして水界の王との契約について打ち明ける。契約の内容は、もしもハンスがオンディーヌを裏切ればハンスは死ぬというもので、この事態を恐れてオンディーヌはベルタをハンスから遠ざけようとしていたのだった。話し合いを続ける中でオンディーヌは発想を転換し、自身がベルタと仲良くすれば逆にハンスのベルタへの関心が薄れるのではないかという案を示すと、イゾルデはオンディーヌを抱きしめて意見に同意する。
人々の前に戻ったオンディーヌはベルタに謝罪し、王はこれを歓迎する。しかし、ベルタが高慢な態度で返したことで再び言い争いとなり、ハンスは王の養女に対して無礼だとオンディーヌをたしなめる。すると、オンディーヌはベルタの親が誰かを知っていると語るとオーギュストとユージェニーの名前を挙げ、近くにいた奇術師姿の水界の王に助けを求める。ここで、水の精たち、そしてギュスターヴ・フロベールの小説『サランボー』の登場人物のサランボーとマトーに扮した二人の歌手が登場して劇中劇が始まり、ゆりかごの中にいる女の子のうなじに印があるという芝居が演じられる。その後、オンディーヌがベルタのベールを取り去ると、まさにその印が露わになり、直後には奇術師が呼び寄せたオーギュストとユージェニーが現れる。二人は生き別れの娘との再会に感激するが、対するベルタは二人を下賤な者として扱い侮辱する。こうした恩知らずな態度を見た王は、ベルタがこれまで優しげだったのは成り上がりを目論んでいたからだと悟って激怒し、ベルタに街からの追放を命じる。
行き場を失い意気消沈するベルタに対し、オンディーヌとハンスはハンスの城で共に暮らすことを提案する。

### 第3幕
年月が経過する中でハンスはベルタとの仲を深めていき、一方でオンディーヌは二人の前から姿を消し半年が経過していた。そして、ハンスの城で行われるハンスとベルタの婚礼の朝を迎える。この晴れの日にハンスはベルタの傍で浮かない顔をしている。オンディーヌが消息を絶って以降ハンスの周囲では「私はあなたを裏切った、ベルトラムと！」という叫び声が連日響いており、恨みの感情を抱くハンスはオンディーヌの正体と罪を白日の下に晒そうとその行方を捜索していた。すると、ハンスのもとに漁師からオンディーヌ発見の報せが入り、同時に裁判官たちもやってくる。彼らは超自然の事件を扱う専門家で、ハンスは半年前から裁判を待ち望んでいた。ベルタはオンディーヌに会わないよう懇願するがハンスは取り合わず、かくして、ハンスを告訴人、オンディーヌを被告人とする裁判がハンスの城で開廷することになる。
ハンスは、自らへの愛情をオンディーヌが未だに持ち続けていることを実証し、それにもかかわらずベルトラムと示し合わせて裏切ったと訴える。そしてオンディーヌもまた、ベルトラムと共に裏切ったと繰り返し答弁する。ここで、裁判を傍聴していた水界の王がオンディーヌに尋問を行い、裏切り行為を行った場所や状況について証言させる。そして直後に水界の王の力でその場にベルトラムが召喚され、同じ質問に対してオンディーヌの主張と食い違う証言をする。オンディーヌは矛盾が明らかになってもなお抵抗の姿勢を見せるが、次に水界の王はベルトラムにオンディーヌを抱きしめて口づけするよう促す。これに対しオンディーヌは余裕のそぶりを見せていたが、口づけされた途端に、もがきながらハンスの名前を叫ぶ。この様子を見た裁判官は、理由は不明だがオンディーヌはベルトラムと関係があるかのように装っていたと結論付け、裁判は閉廷する。その後、オンディーヌは水界の王の前でハンスの裏切りを認め、自分のほうが先に裏切ったと思わせたかった、とこれまでの行動の意図を告白する。一方、水界の王は、ハンスがもうじき死ぬこと、そして、絶命の時に合わせて水の精たちがオンディーヌの名前を三度呼んだ瞬間、オンディーヌの人間界での記憶が消滅することを告げる。
閉廷以降意識が朦朧としているハンスはオンディーヌのもとを訪れ、二人が出会ってからこれまでの出来事や思いについて切々と語り続ける。すると、オンディーヌの名を呼ぶ第一の声が聞こえてくる。オンディーヌはハンスにもっと話を続けるよう急かすが、ハンスは顔が青白くなっていく。そして、ハンスがオンディーヌに口づけを求める中で第二の声が聞こえると、うろたえるオンディーヌの前でハンスは倒れ、そのまま息絶える。直後にオンディーヌが大声で助けを求めるとベルタが駆けつけ、オンディーヌはハンスが死んでしまうと訴えるが、次の瞬間、第三の声が響く。ベルタはハンスを殺したのはあなただと詰め寄るが、オンディーヌは既にベルタとハンスのことを覚えていない。ふと目の前に横たわるハンスの遺体を見たオンディーヌは、傍にいた水界の王にこの人を生き返らせることはできないかと尋ねる。無理、との返答を聞いたオンディーヌは「すごく残念。きっと好きになったのに！」と言い残しその場を去っていく。

## 『ウンディーネ』との違い
前述のように、本作（以下「戯曲版」と記述）はフーケの『ウンディーネ』（以下「小説版」と記述）の内容を下敷きにしている。ジロドゥは1907年にパリの高等師範学校の図書館でドイツ語の小説版を借りて読み、それから30年以上あと、戯曲版初演1年前の1938年6月の時点で第1幕を書き10月には稽古を開始した。なお、フランス語の小説版が出版されたのは1939年で、ジロドゥはこれに先駆けて戯曲版を書いたことになる。
逃れられない死の運命を題材にしているという点で物語は悲劇といえるが、戯曲版においては、その中に笑いや風刺、パロディーが随所に挿入されている。深刻な場面であってもふざけているかのようなやり取りが行われることもあり、物語は悲劇と喜劇が重なりながら進行していく。こうした軽妙な作風はジロドゥの戯曲作品における特徴の一つで、ジロドゥの劇の上演時には客席がしばしば笑いに包まれたと伝えられている。
小説版の主人公の妖精ウンディーネは、物語の序盤では落ち着きのない性格だが、騎士フルトブラントとの結婚によって人間の魂を獲得し、思慮深く慈愛に満ちた女性へと変化する。一方、戯曲版のオンディーヌは天衣無縫な性格で純粋な愛情を最後まで持ち続け、裏切られた後も姿勢に変化はない。オンディーヌの容姿や性格は、初演時にオンディーヌを演じたマドレーヌ・オズレーの投影が色濃いといわれている。オズレーは過去に多くのジロドゥ作品の主役を務めた俳優で、初演5年前の1934年にジロドゥとオズレー、そして後に初演の演出およびハンス役を担当するルイ・ジューヴェがともに昼食をとる際に鱒の茹で上げを注文したところ、これを嫌うオズレーが鱒を街路に投げ捨てると言って脅したという、第1幕のくだりに似たエピソードもある。

## 特筆的な公演
1954年2月18日から7月3日にかけて、アルフレッド・ラントが監督を務めオードリー・ヘプバーンをオンディーヌ役に迎えた舞台がアメリカ・ニューヨークの46番通り劇場（現：リチャード・ロジャース劇場）で上演された。この作品は、同年のニューヨークドラマ批評家協会賞で外国演劇賞を受賞し、第8回トニー賞では監督賞、演劇主演女優賞、装置デザイナー賞、衣装デザイナー賞の4部門を受賞した。なお、ヘプバーンは、ハンス役で共演したメル・ファーラーと同年9月25日に結婚している。
日本では、1958年12月16日から12月29日にかけて浅利慶太演出による劇団四季のストレートプレイが俳優座劇場で初演され、以降、劇団四季は再演を重ねている。劇団四季にとって本作は重要なレパートリーの一つという位置づけで、公式ホームページの沿革項目では本作の初演について「創立以来の宿願」と記載されている。また、2003年開館の自由劇場は本作がこけら落とし公演となったほか、劇団四季の運営会社である四季株式会社の社長を務めた浅利が退任後に設立した浅利演出事務所による第1弾の舞台作品として本作が2015年に上演された。
2022年12月23日より、星田良子が上演台本・演出を担当し歌舞伎役者の中村米吉がオンディーヌ役を演じる舞台が上演された。中村が歌舞伎以外の舞台に本格的に取り組むのはこれが初となる。

## 日本語訳
- 内村直也訳：『ジロドゥ戯曲全集 第5巻』（白水社、1957年）収録の『オンディーヌ』 - 他の訳者による作品『カンティック・デ・カンティック（英語版）』（矢代静一、安堂信也共訳）および『ソドムとゴモラ（英語版）』（諏訪正訳）と同時収録。2001年7月1日には新装版（ISBN 9784560035450）を刊行。
- 二木麻里訳：『オンディーヌ』（光文社古典新訳文庫、2008年3月12日、ISBN 9784334751524）

## 本作を題材に用いた作品
※戯曲のオンディーヌを題材にしたものを記述し、単に「オンディーヌ」の名称が用いられているだけのものやフーケのウンディーネのほうを基にしていると思われるものは含まない。
- 『オンディーヌ』 - 吉原幸子の詩集。本作の物語内のオンディーヌに語り掛けるような文体で綴られた内容。後に木下牧子がこの詩を用いた合唱曲を制作している。
- 『七色いんこ』20話「オンディーヌ」 - 手塚治虫の漫画。水の精霊オンディーヌを自称する少女と主人公の役者・七色いんこのやり取りを描くエピソード。作品内で本作の内容に触れる場面もある。
- 『オンディーヌを求めて』 - 倉本聰の戯曲。かつて同劇団に所属していた2人の女優が舞台「オンディーヌ」の主役オーディション会場で久々に再会し審査結果を待つ間に会話を交わす様子が描かれる。全一幕。